# Bầu cử tổng thống Hoa Kỳ 1980
Cuộc bầu cử Tổng thống Hoa Kỳ năm 1980 diễn ra vào thứ ba, ngày 4 tháng 11 năm 1980, là cuộc bầu cử Tổng thống thứ 49 liên tục bốn năm một lần trong lịch sử Hoa Kỳ. Cựu thống đốc bang California Ronald Reagan thuộc đảng Cộng hòa đã đánh bại đương kim tổng thống Jimmy Carter thuộc đảng Dân chủ trong một chiến thắng vang dội. Đây là cuộc bầu cử thứ hai liên tiếp mà đương kim tổng thống đã bị thất cử sau khi chính Carter đã đánh bại Gerald Ford bốn năm trước đó vào năm 1976. Ngoài ra, đây chỉ là lần thứ hai và cũng là lần đầu tiên trong gần 100 năm một ứng cử viên Đảng Cộng hòa đánh bại một ứng cử viên Đảng Dân chủ là đương kim tổng thống. Do sự gia tăng của chủ nghĩa bảo thủ sau chiến thắng của Reagan, một số sử gia coi cuộc bầu cử là một cuộc tái tổ chức chính trị đánh dấu sự khởi đầu của Kỷ nguyên Reagan.
Việc không được lòng dân của Carter và mối quan hệ kém với các nhà lãnh đạo đảng Dân chủ đã khuyến khích một thách thức trong nội bộ đảng với người thách thức là Thượng nghị sĩ Ted Kennedy, em trai của cố Tổng thống John F. Kennedy. Carter đã đánh bại Kennedy trong đa số cuộc bầu cử sơ bộ của đảng Dân chủ, nhưng Kennedy vẫn tham gia cuộc đua cho đến khi Carter chính thức được đề cử tại Đại hội Quốc gia đảng Dân chủ 1980. Các cuộc bầu cử sơ bộ của Đảng Cộng hòa đã diễn ra tranh cãi giữa Ronald Reagan, người trước đây từng là Thống đốc California, cựu Dân biểu George HW Bush của Texas, Dân biểu John B. Anderson của Illinois, và một số ứng cử viên khác. Tất cả các đối thủ của Reagan đều đã bỏ cuộc khi kết thúc cuộc bầu cử sơ bộ, và Hội nghị Quốc gia Đảng Cộng hòa năm 1980 đã đề cử một liên danh tranh cử gồm Reagan và Bush. Anderson tham gia cuộc đua với tư cách là một ứng cử viên độc lập, và thuyết phục được cựu Thống đốc bang Wisconsin, Patrick Lucey, một đảng viên Đảng Dân chủ, làm đối tác tranh cử của mình.
Reagan đã vận động để tăng chi tiêu quốc phòng, thực hiện các chính sách kinh tế trọng cung và ngân sách cân bằng. Chiến dịch tranh cử của ông được hỗ trợ bởi sự bất mãn của đảng Dân chủ với Carter, cuộc khủng hoảng con tin Iran và nền kinh tế đang tồi tệ hơn ở Mỹ với tỷ lệ thất nghiệp và lạm phát cao (tức nền kinh tế đang rơi vào tình trạng đình lạm - stagflation). Carter đã công kích Reagan như một kẻ cực đoan cánh hữu nguy hiểm và cảnh báo rằng Reagan sẽ cắt Medicare và An sinh xã hội.
Reagan đã giành chiến thắng vang dội trong cuộc bầu cử, chiếm đa số phiếu đại cử tri và 50.7% số phiếu phổ thông. Reagan đã nhận được số phiếu đại cử tri cao nhất từ trước đến nay mà một ứng cử viên tổng thống không đương nhiệm giành được. Trong các cuộc bầu cử Quốc hội đồng thời, đảng Cộng hòa lần đầu tiên giành được quyền kiểm soát Thượng viện Hoa Kỳ kể từ năm 1955. Carter đã giành được 41% phiếu bầu nhưng chỉ thắng được 6 bang và thủ đô Washington, D.C, Anderson đã giành được 6.6% số phiếu phổ thông, và ông đã thể hiện tốt nhất trong số các cử tri Đảng Cộng hòa tự do không hài lòng với Reagan. Reagan, khi đó 69 tuổi, là người lớn tuổi nhất đã từng được bầu vào nhiệm kỳ đầu tiên cho đến khi Donald Trump, khi đó 70 tuổi, đã được bầu vào nhiệm kỳ đầu tiên vào năm 2016.